# Panicum dorsense
Panicum dorsense är en gräsart som beskrevs av Sylvia Mabel Phillips. Panicum dorsense ingår i släktet vipphirser, och familjen gräs. Inga underarter finns listade i Catalogue of Life.